# てんりゅう (訓練支援艦)
てんりゅう（ローマ字：JS Tenryu, ATS-4203）は、海上自衛隊の訓練支援艦。
艦名は天竜峡に由来し、旧海軍のスループ「天龍」、巡洋艦「天龍」に続き日本の艦艇としては3代目。

## 来歴
老朽化が進んでいた「あづま」（42ATS）の代替艦として計画され、当初は2,200トン型訓練支援艦「くろべ」（61ATS）よりも大型・高速の4,700トン型として計画されていたが、結局は61ATSの性能向上型として、ほぼ同型の2,400トン型として建造されることとなった。

## 設計
全体艦内配置は61ATSのものを踏襲しており、船型は上甲板を全通させた長船首楼型が踏襲された。また配置の都合からバルバス・バウは採用されず、61ATSと同じクリッパー型とされた。居住性向上の観点から、主機関の防振対策や遮音材の導入が図られている。艦尾甲板は標的機発射甲板とされているが、ここはヘリコプター甲板を兼ねていることから、61ATSと同じ長さが確保された。
科員居住区は61ATSより1区画増やして、科員室は4部屋とされており、寝台はいずれも2段寝台である。また、女性自衛官の乗艦も考慮されている。
着水した標的機を揚収する際には長時間にわたって低速航行が必要になることから、主機方式は61ATSと同様、ディーゼルエンジン4基を用いて2種減速装置を介して2軸を駆動する方式とされた。ディーゼルエンジンとしては、直列8気筒の新潟鐵工所8MG28HXが採用されている。また。低速航行時の安定航行を考慮して、自衛艦として初めてスリッピング・クラッチが採用された。

## 装備
対空射撃訓練支援装置を含めて、装備面ではおおむね61ATSのものが踏襲されている。

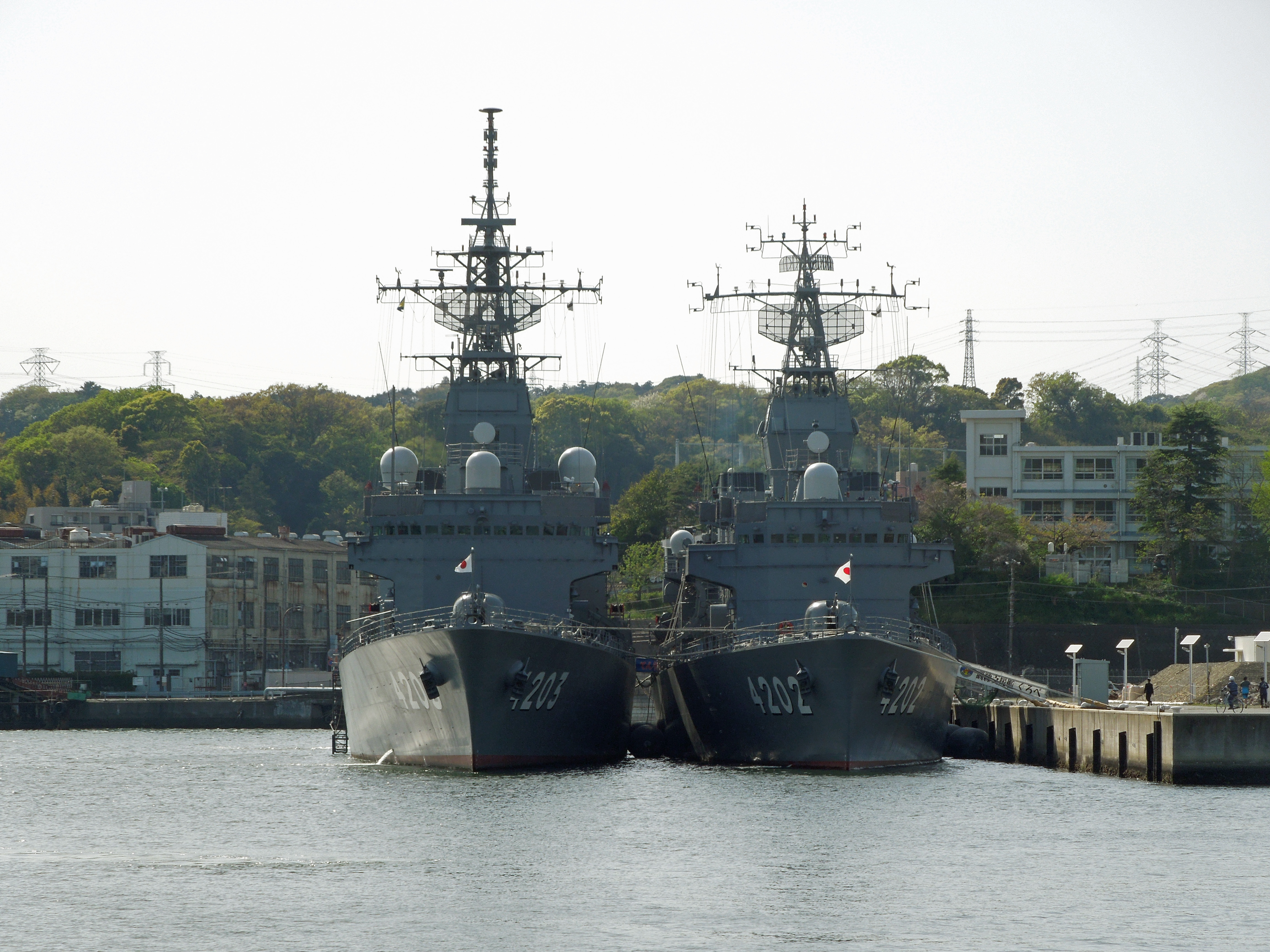
艦首側から見た「てんりゅう」（左）と「くろべ」
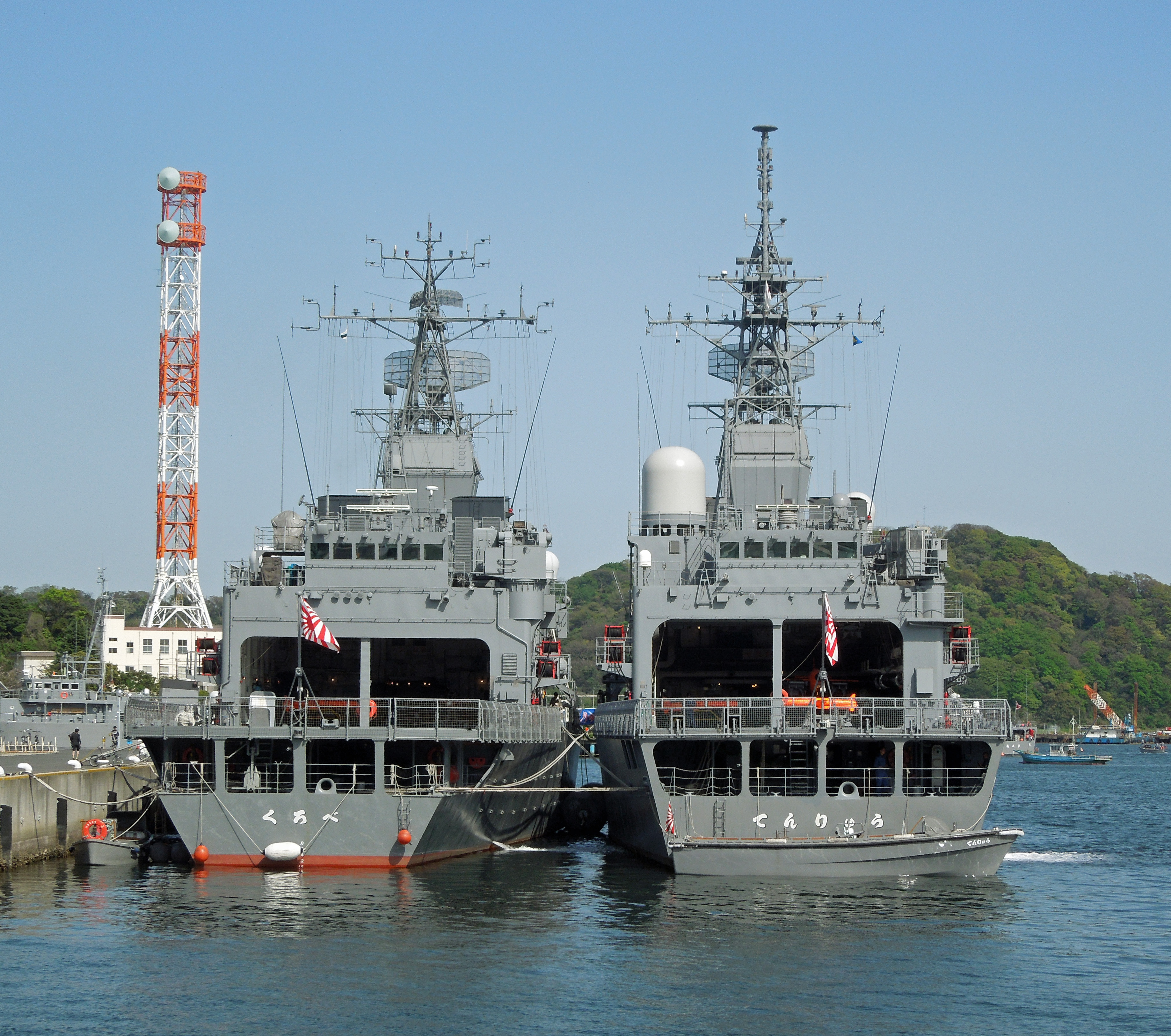
艦尾側から見た「てんりゅう」（右）と「くろべ」
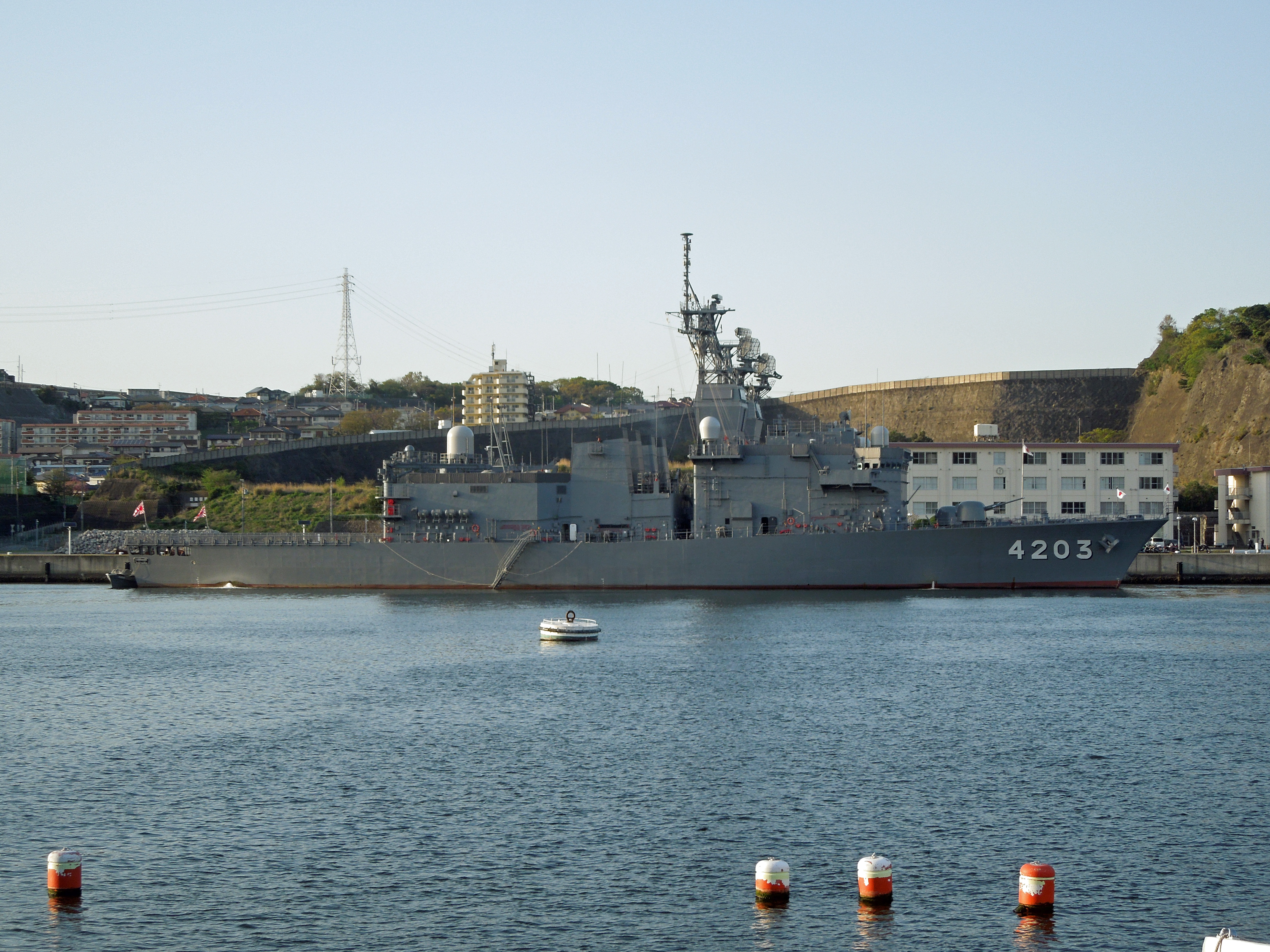
横須賀基地（船越）に停泊中の「てんりゅう」

### 標的機

#### 発射・管制
標的機としては、大型のBQM-34J改「ファイアビー」と、一回り小さいBQM-74E「チャカIII」が搭載された。BQMは後部上部構造物内の上甲板レベルに設けられた第1標的機格納庫に収容されており、運用時は自走式ランチャーに2機を搭載して、遠隔操作によって標的機発射甲板上の前部1・2番発射位置に移動した後、発射準備を実施する。一方、MQMは第3甲板レベルの第2標的機格納庫に収容されており、運用時は、吊上げ装置によって移動式ランチャーに2機を搭載した後、昇降機に乗せて第1標的機格納庫に上げて、標的機発射甲板上の後部3・4番発射位置に移動した後、発射準備を実施する。なお標的機は連続発射が可能であり、発射時に標的機作業員が退避するための退避用ハッチがランチャー近傍に配置されている。
本艦から発進した標的機は、戦闘指揮所（CIC）内の標的機管制卓を操作する標的管制員によって管制される。標的機管制卓のディスプレイ上には、予定された標的機の飛行ルートと、実際の飛行軌跡が表示されており、標的管制員は、それぞれの標的機を決められた飛行コースに沿って飛ばしつつ、飛行管制を行っている。機体情報信号（ダウンリンク）の受信や操縦信号（アップリンク）の送信は、塔型マスト上に配置された4面の管制用プレーナアレイ・アンテナによって行われる。
また、本艦の標的機を用いて対空ミサイル射撃訓練が行われた場合には、CIC後部のテレメーター分析室に配置されたミサイル評価装置によって訓練の分析・評価を行うことができる。このためのテレメータ空中線は艦橋構造上と第1標的機格納庫上に配置されており、近距離用のホーンアンテナと中・長距離用追尾アンテナによって構成されている。上部構造物の設計にあたっては、このテレメーター空中線の全周囲視界の確保が課題とされていた。

#### 揚収
射撃訓練が終了して任務を終えた標的機は、パラシュートによって洋上に着水する。着水した標的機は第1標的機格納庫上の右舷側後端に設置されたデッキクレーンによって揚収されるが、ここで標的機にフックをかける方法としては、ダイバーが直接かける場合と、作業艇を出して行う場合とがある。本艦では、ダイバーが直接フックを持って泳げるように、フックを小型軽量化するとともに、クレーン索をダイバーの動きにあわせて繰り出せる装置や、水切りのショックを軽減するオートテンション機能付のウィンチを装備するなどの配慮がなされている。また作業艇についても、従来の11メートル作業艇より小型軽量の4.9メートル複合型作業艇とすることで、運用人員の省力化を図っている。
なお、揚収された標的機は、まず分解されて真水洗浄される。この際の真水の搭載量は61ATSよりも増大された。また海洋汚染防止の必要から、標的機の燃料系統を洗浄した際に発生するビルジについても配慮されている。エンジンの洗浄作業は、第1標的機格納庫前部に設置された防錆油の入ったデコンタンクで行われる。

### 兵装
訓練支援艦特有の装備として、訓練射撃を受けて操縦不能に陥った標的機が自艦に近接・衝突の恐れが生じた場合にこれを撃墜するための最低限の火力があり、42ATSではMk.22 50口径3インチ単装緩射砲およびMk.51 射撃指揮装置が装備されていた。本艦では、61ATSと同様に、81式射撃指揮装置2型と組み合わせて62口径76ミリ単装速射砲を装備している。

## 艦歴
「てんりゅう」は、08中期防に基づく平成9年度計画2,400トン型訓練支援艦4203号艦としてマリンユナイテッドが受注し、住友重機械工業浦賀造船所で1998年6月19日に起工され、1999年4月14日に進水、2000年3月17日に就役し、護衛艦隊に直轄艦として編入され呉に配備された。
2008年3月26日、護衛艦隊隷下に第1海上訓練支援隊が新編され「くろべ」とともに編入された。
2011年3月11日に発生した東北地方太平洋沖地震による東日本大震災に対し、災害派遣される。
2020年2月、初の女性自衛官の艦艇先任伍長として迫田和美曹長が就任。
現在は、護衛艦隊第1海上訓練支援隊に所属し、定係港は呉である。

### 歴代艦長
| 代 | 氏名     | 在任期間                | 出身校・期 | 前職                             | 後職                          | 備考 |
| -- | -------- | ----------------------- | ---------- | -------------------------------- | ----------------------------- | ---- |
| 01 | 高橋章信 | 2000.3.17 - 2002.7.31   | 防大15期   | てんりゅう艤装員長               | 海上自衛隊第1術科学校教務課長 |      |
| 02 | 瀬海豊年 | 2002.8.1 - 2005.4.10    | 防大20期   | ゆうばり艦長                     | はまな艦長                    |      |
| 03 | 飯田隆一 | 2005.4.11 - 2007.12.24  |            |                                  | 誘導武器教育訓練隊研究室長    |      |
| 04 | 中村早速 | 2007.12.25 - 2009.3.24  | 防大24期   |                                  | 呉教育隊教育部長              |      |
| 05 | 笹野英夫 | 2009.3.25 - 2011.8.7    |            | あぶくま艦長                     | 海上自衛隊第1術科学校総務課長 |      |
| 06 | 黒川昭宏 | 2011.8.8 - 2013.5.26    |            | 阪神基地隊総務科長               | 佐世保基地業務隊付            |      |
| 07 | 渡邉浩一 | 2013.5.27 - 2015.5.31   |            | 誘導武器教育訓練隊訓練科長       | 呉基地業務隊付                |      |
| 08 | 安宅辰人 | 2015.6.1 - 2016.12.15   |            | 誘導武器教育訓練隊情報処理科長   | 艦艇開発隊                    |      |
| 09 | 吉田 潤  | 2016.12.16 - 2018.5.9   |            | 阪神基地隊総務科長               | せんだい艦長                  |      |
| 10 | 吉田克也 | 2018.5.10 - 2019.8.7    |            | 横須賀地方総監部防衛部           | 自衛艦隊司令部                |      |
| 11 | 小坂克巳 | 2019.8.8 - 2020.7.30    |            | 自衛艦隊司令部 兼 潜水艦隊司令部 | 自衛艦隊司令部                |      |
| 12 | 小沼清教 | 2020.7.31 - 2022.11.15  |            | あたご副長                       | 護衛艦隊司令部付              |      |
| 13 | 渡邊拓也 | 2022.11.16 - 2023.11.16 |            | ときわ副長                       |                               |      |
| 14 | 新保洋平 | 2023.11.17 - 2025.3.18  |            | しもきた副長                     |                               |      |
| 15 | 菊地亮一 | 2025.3.19 -             |            |                                  |                               |      |